# Cartuja de Notre-Dame-du-val-de-Bénédiction
Los importantes restos de la Cartuja de Notre-Dame-de-val-de-Bénédiction están situadas en la población francesa de Villeneuve-lès-Avignon (Gard, Languedoc-Rosellón), frente a la ciudad de Aviñón (Vaucluse, Provenza), con el curso del Ródano que las separa. Este antiguo centro religioso, ahora desafectado, se encuentra en un relativo buen estado de conservación y ha sido declarado Monument historique por la administración francesa.

## Historia

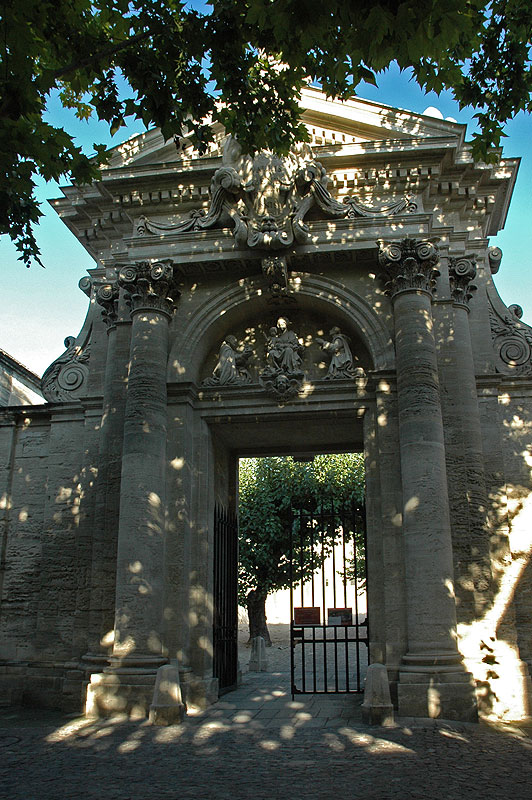
Portal de la cartuja.

Cuando Aviñón era sede papal (entre 1309 y 1377), el lugar donde ahora se encuentra la ciudad de Villeneuve quedó ocupada por los palacios y residencias de los grandes dignatarios de la corte, estas grandes edificaciones se extendían bajo los muros del castillo conocido como fuerte de Saint-André que a su vez se había levantado en el lugar de una abadía  benedictina (la abadía de Saint-André) existente desde el año 999.
El cardenal Aubert (1295? -1362), personaje influyente de la corte de Felipe VI de Francia, era propietario de uno de esos palacios, fue elegido papa en 1352, con el nombre de Inocencio VI. Fue entonces cuando adquirió varias propiedades cercanas a su antiguo palacio y se edificó una iglesia. El 2 de junio de 1356 fundó en este lugar una  cartuja que puso bajo la advocación de san Juan Bautista, y que fue cambiada en 1362, pasando a conocerse como Cartuja de Notre-Dame de Val-de-Bénédiction.
Las primeras construcciones se hicieron alrededor de los jardines del palacio de Inocencio VI (el actual claustro de San Juan), con la capilla de San Juan Bautista a levante. Desde aquí se fueron añadiendo otros claustros y construcciones hasta que la comunidad desapareció en 1790, como consecuencia de la  Revolución.
El centro fue vendido y se parceló, pasando a ser ocupado por viviendas y provocando la pérdida parcial de las construcciones monásticas. A partir del inicio siglo XX comenzó su recuperación patrimonial.

## Construcciones

### Claustro de San Juan
Fue el centro de la primitiva cartuja, en medio se encuentra la fuente de San Juan (del siglo XVII) desde donde se distribuía el agua a todas las demás dependencias.

### Capilla de San Juan Bautista
Muy modificada por haber sido adaptada posteriormente como refectorio. Su cabecera conserva importantes restos de su antigua decoración mural, obra del italiano Matteo Giovannetti (que también trabajó en el Palacio de los Papas de Aviñón), con escenas relativas a la vida de san Juan. A su lado se encuentra el claustro Pequeño, de la primera época. El claustro de los Muertos, es el más grande de la cartuja, está rodeado de las celdas de los monjes, rehechas en 1610.

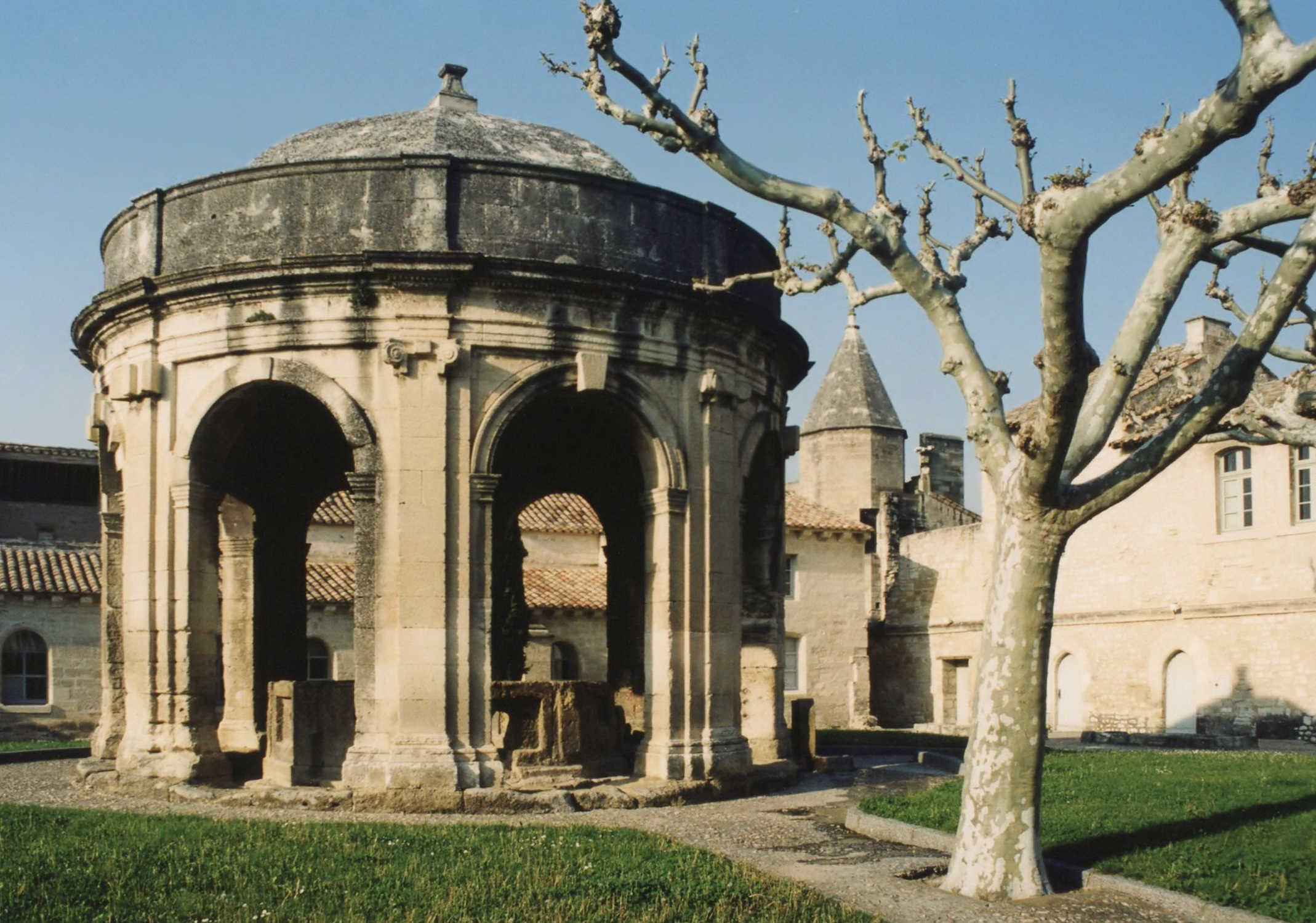
Fuente del claustro de San Juan.
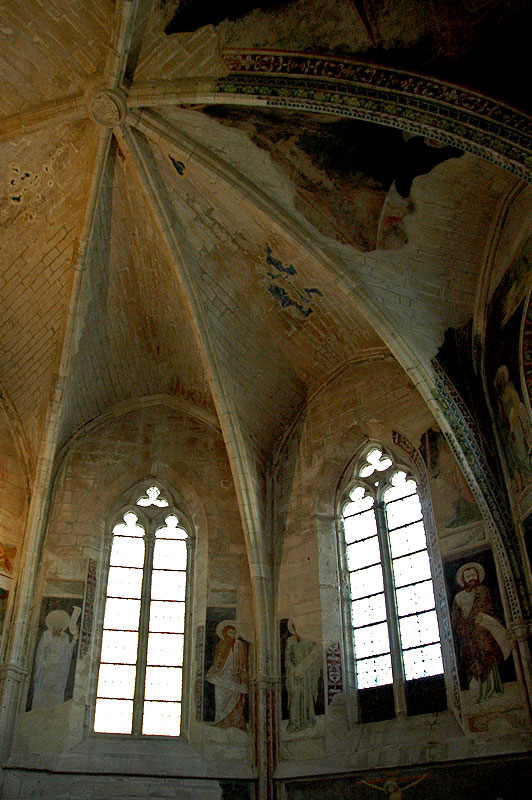
Cabecera de la capilla.
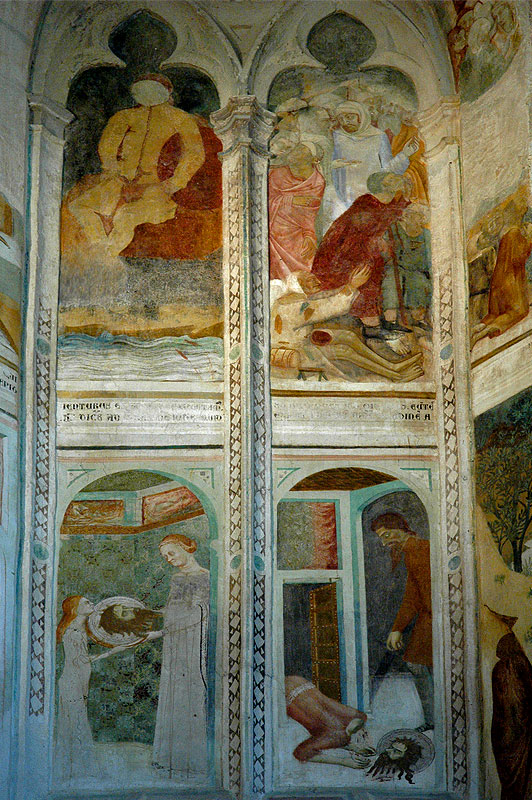
Murales de san Juan Bautista.
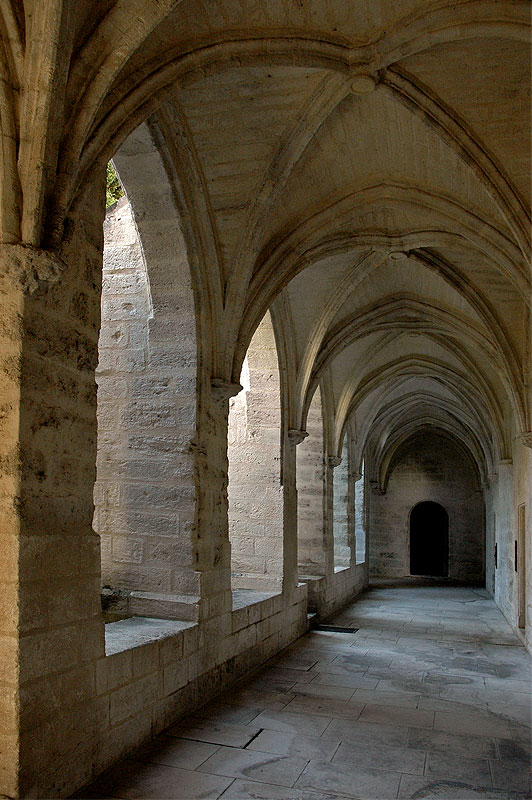
El claustro Pequeño.
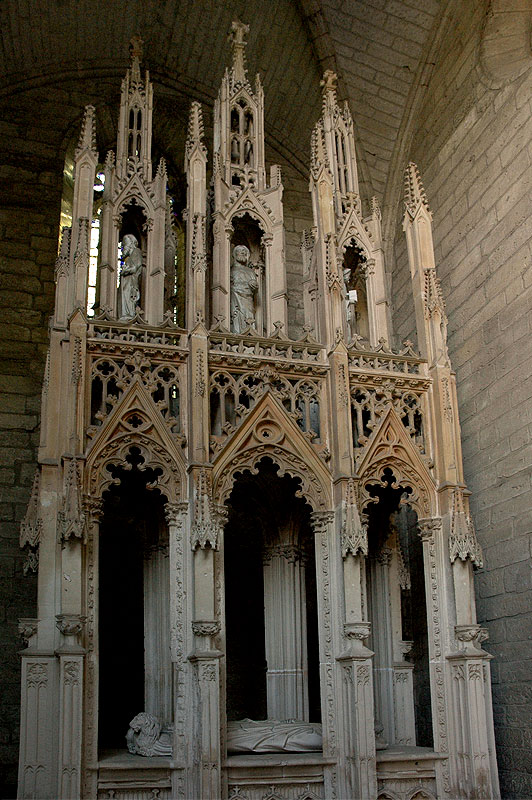
Tumba del papa Inocencio VI.

### Capilla de Santa María
Antes dedicada a san Juan Bautista, mal conservada. En una capilla todavía se puede ver la Tumba de Inocencio VI, que había sido trasladada a otro lugar debido a su deterioro, pero ahora se puede volver a ver, restaurada. La misma capilla conservaba una valiosa tabla con la Coronación de la Virgen de Enguerrand Quarton, ahora en el Museo Pierre de Luxembourg, de Villeneuve-lès-Avignon.